# 岐阜県道・滋賀県道139号上石津多賀線
岐阜県道・滋賀県道139号上石津多賀線（ぎふけんどう・しがけんどう139ごう かみいしづたがせん）は、岐阜県大垣市上石津町下山を起点に滋賀県犬上郡多賀町栗栖に至る11.9kmの一般県道である。

## 概要

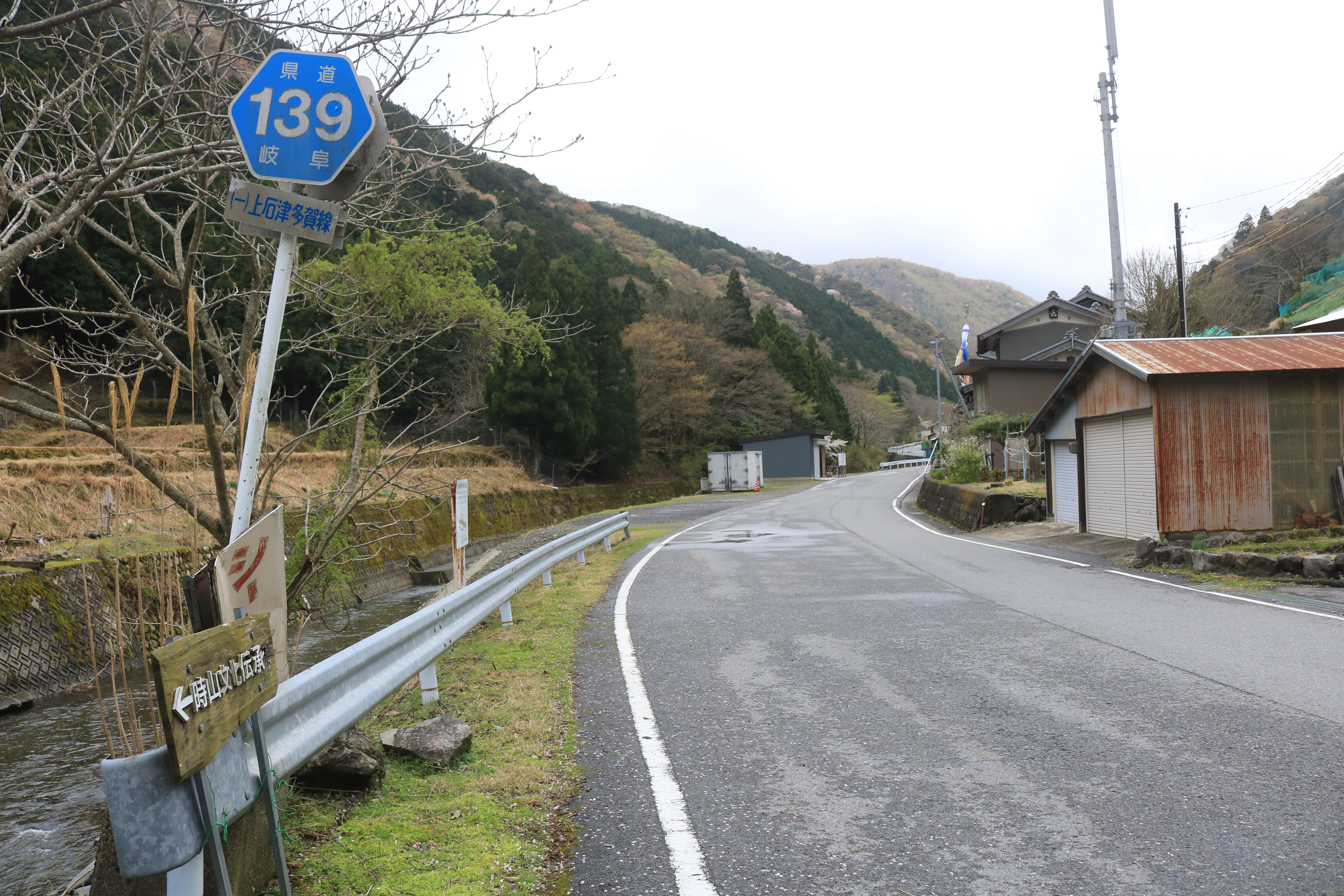
岐阜県道139号上石津多賀線、牧田川左岸、大垣市上石津町時山にて

岐阜県側・大垣市上石津町南部の国道365号線から分岐するY字路がこの道路の起点である。鈴鹿山脈北部に位置し、山あいの集落や農地、森林地帯を走る。県道として開通しているのは、岐阜県側は五僧峠の麓、滋賀県側は峠の頂上近くまでであり、残りの区間は林道でつながっている。このうち、岐阜県側から五僧峠に至るまでの「森林管理道 時山多賀線」は、2010年（平成22年）5月21日に開通した比較的新しい道である。
滋賀県側は道路規格が周囲の林道と変わらないため、岐阜県側から進入すると峠を過ぎた所で道を間違える可能性がある。林道の一部は滋賀県道17号、国道306号に通じている。
林道部分は、霊仙山塊の山深い地域を結んでおり、ニホンザル・ヤマビルなどの野生動物が生息しているため、路上に出る場合は注意が必要である。落石・倒木も多く、特に滋賀県側は自動車の底をこする恐れがあり、倒木が道にはみだしていることもあるため、運転にはかなりの技量を要する。携帯電話は大部分で圏外のため、林道内での立ち往生は絶対に避けるべきである。舗装は全面にされており、岐阜県側は白線付である。
12月から翌3月末までは冬期通行止めとなり、岐阜県側は封鎖ゲートが閉まる。

## 地理

### 通過する自治体
- 岐阜県
  - 大垣市
- 滋賀県
  - 犬上郡多賀町

### 接続道路

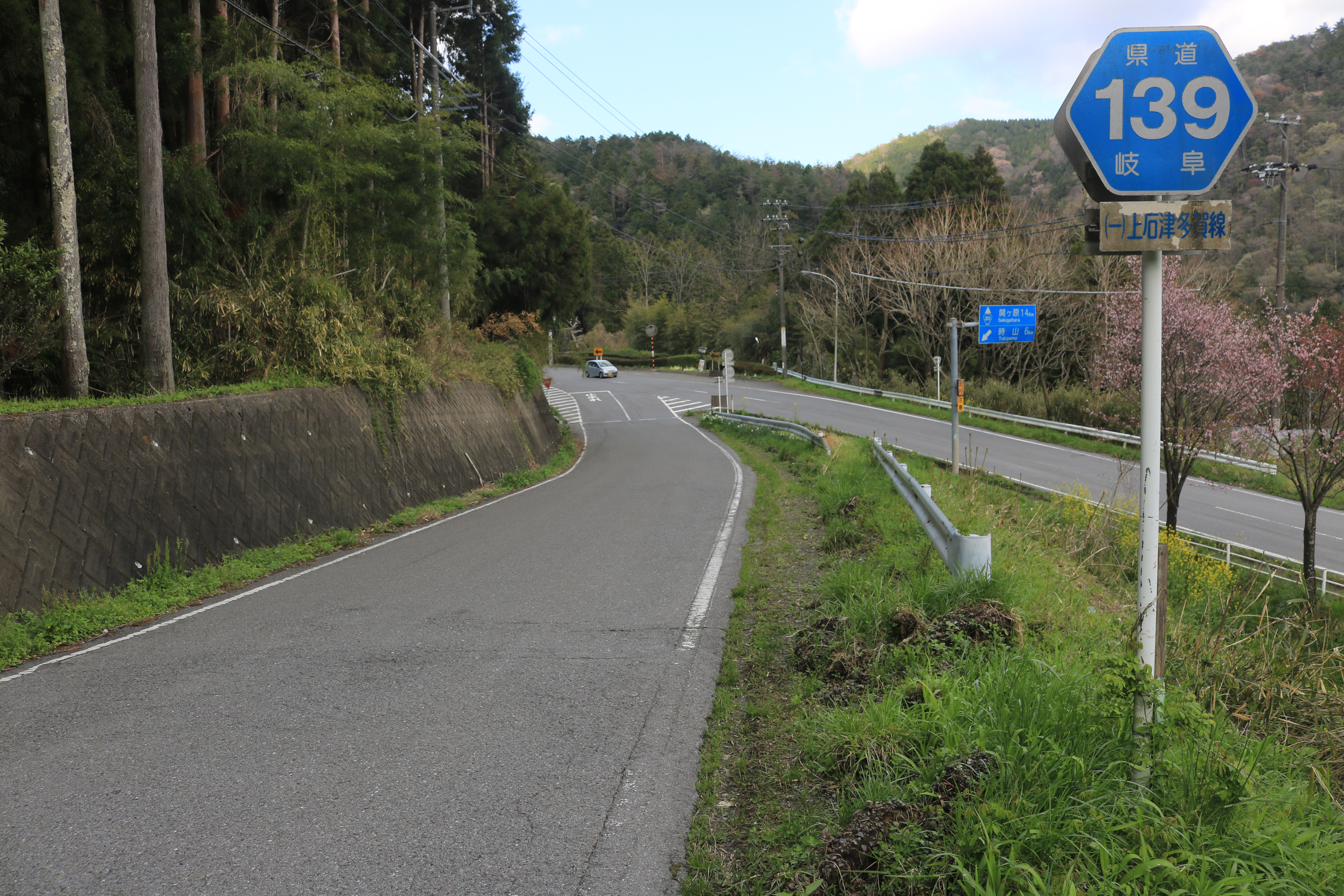
起点となる国道365号への接続部付近、大垣市上石津町下山にて

- 国道365号
- 林道権現谷線
- 鍋尻山登山道
- 林道高室線
- 滋賀県道17号多賀醒井線

### 沿線
- 津嶋神社
- 上石津時郵便局
- 大垣市立時小学校
- 大垣市時山文化伝承館
- 養老カントリークラブ
- 豊原神社
- 明覚寺
- 八幡神社
- 萱原神社
- 光明寺
- 杉坂峠
- 飛の木橋
- 調宮大明神神社